# ویچمن (دهانه)
ویچمن یک دهانه برخوردی در ماه‌ است.

## دهانه‌های اقماری
این دهانه ۵ دهانه اقماری دارد.
| Wichmann | عرض جغرافیایی | طول جغرافیایی | قطر          |
| -------- | ------------- | ------------- | ------------ |
| A        | ۷.۴° S        | ۳۶.۹° W       | ۴.۰ کیلومتر  |
| R        | ۶.۶° S        | ۳۹.۰° W       | ۶۲.۰ کیلومتر |
| C        | ۴.۷° S        | ۳۷.۴° W       | ۳.۰ کیلومتر  |
| B        | ۷.۱° S        | ۳۹.۱° W       | ۴.۰ کیلومتر  |
| D        | ۵.۴° S        | ۳۶.۰° W       | ۳.۰ کیلومتر  |